# Ceratophyllidae

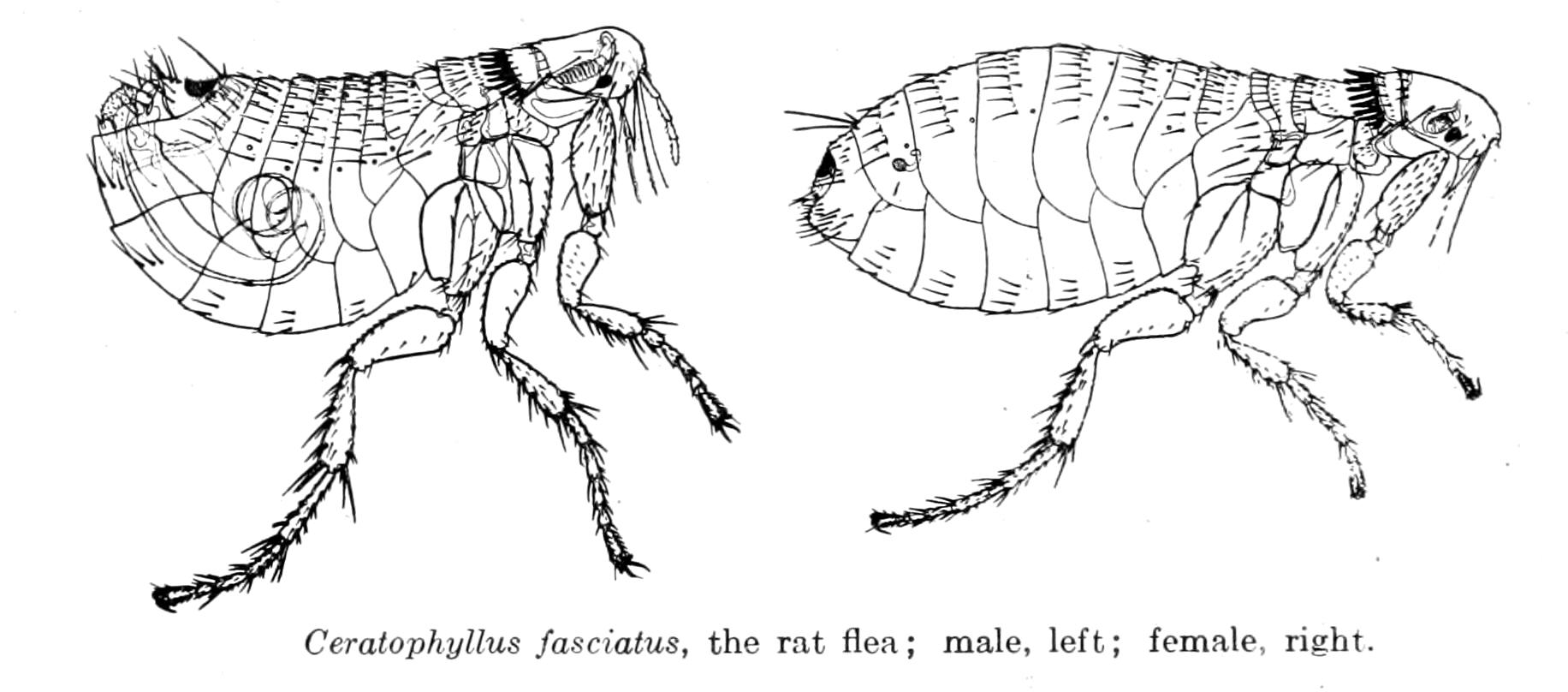
Ceratophyllus fasciatus, самец и самка

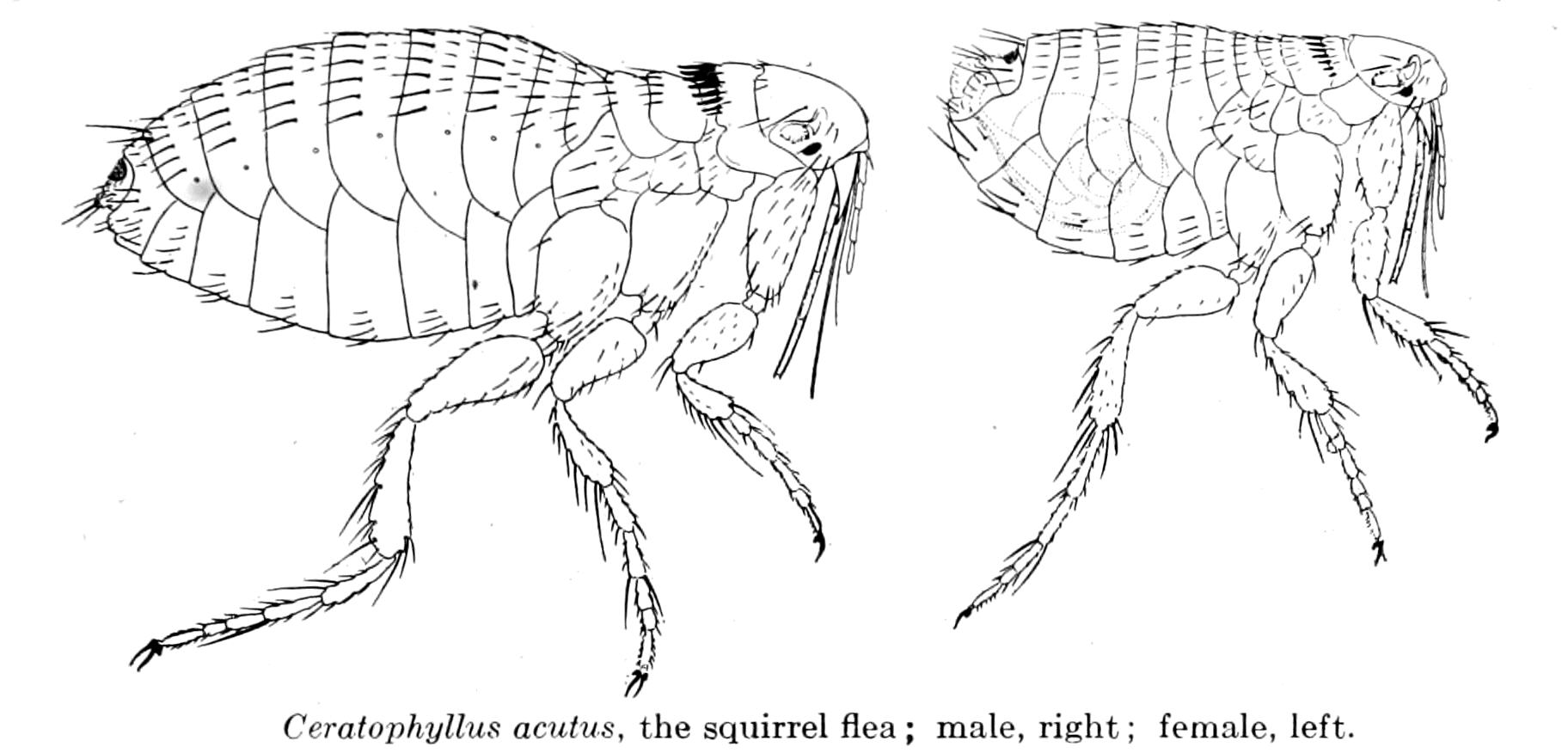
Ceratophyllus acutus, самка и самец

Ceratophyllidae (лат.) — семейство блох. Около 400 видов. Паразиты грызунов и птиц. Встречаются на всех материках (даже в Антарктиде), кроме Австралии. Имеют зубчики на абдоминальных 1—4 сегментах. 8-й тергит самцов хорошо развит, а 9-й тергит самок полностью редуцирован. Имеют Американо-азиатское распространение, сформированное в ходе эволюции через Берингийский мост. Большинство видов распространено в Палеарктике и Неарктике (49 и 30 % от общего числа видов, соответственно). Неотропический регион представлен 11 % видов, Индо-Малайский — 7 %, и в Афротропической области — 4 %. Представители этого семейства отсутствуют в Австралии и на Новой Гвинее, но найдены в Новой Зеландии. Согласно Роберту Траубу (Traub et al. 1983), семейство Ceratophyllidae появилось в раннем олигоцене (38—40 млн лет назад) в качестве паразитов южноамериканских беличьих (Sciuridae) и вторично адаптировалось к паразитизму на хомяковых (Cricetidae), других группах грызунов и птиц. О филогенетической молодости Ceratophyllidae свидетельствует отсутствие среди их хозяев древних групп млекопитающих (сумчатых, насекомоядных, слепышовые и других)
.

## Систематика
Описаны 51 род, 435 видов и более 130 подвидов, с двумя крупнейшими родами: Ceratophyllus (57 видов) и Nosopsyllus (55).
Подсемейство Ceratophyllinae
- Aenigmopsylla (1 вид)
- Aetheca (2)
- Amalaraeus Ioff, 1936 (7)
- Amaradix (2)
- Amphalius (6)
- Baculomeris (2)
- Brevictenidia (1)
- Callopsylla Wagner, 1934 (27)
- Ceratophyllus Curtis, 1832 (57, Western chicken flea)
- Citellophilus Wagner, 1934 (13)
- Dasypsyllus Baker, 1905 (8)[5]
- Eumolpianus (7)
- Glaciopsyllus (1)
  - Glaciopsyllus antarcticus Smit & Dunnet, 1962[1][6]
- Hollandipsylla (1)
- Igioffius (1)
- Jellisonia (13)
- Kohlsia (19)[7]
- Libyastus (15)
- Macrostylophora (35)
- Malaraeus (3)
- Margopsylla (1)
- Megabothris Jordan, 1933 (18)
- Megathoracipsylla (1)
- Mioctenopsylla (2)
- Monopsyllus (12)
- Myoxopsylla Wagner, 1927 (3)
- Nosopsyllus Jordan, 1933 (55)
- Opisodasys (8)[8]
- Orchopeas Jordan, 1933 (11)
- Oropsylla Wagner & Ioff, 1926 (15)
- Paraceras Wagner, 1916 (11)
- Paramonopsyllus (2)
- Pleochaetis (3)
- Plusaetis (12)
- Psittopsylla
- Rostropsylla (1)
- Rowleyella (3)
- Smitipsylla (3)
- Spuropsylla (1)
- Syngenopsyllus (2)
- Tarsopsylla Wagner, 1927 (1)[9]
- Thrassis (12)
- Traubella (2)

Подсемейство Dactylopsyllinae
- Dactylopsylla (6)
- Foxella (4)
- Spicata (8)